# Campeonato de Australia 1929
Lista de los campeones del Abierto de Australia de 1929:

## Individual masculino
Colin Gregory (GBR) d. Richard Schlesinger (AUS),  6–2, 6–2, 5–7, 7–5

## Individual femenino
Daphne Akhurst (AUS) d. Louise Bickerton (AUS), 6–1, 5–7, 6–2

## Dobles masculino
Jack Crawford/Harry Hopman (AUS)

## Dobles femenino
Daphne Akhurst (AUS)/Louise Bickerton (AUS)

## Dobles mixto
Daphne Akhurst (AUS)/Edgar Moon (AUS)
| Predecesor: 1928                                       | Abierto de Australia 1929 | Sucesor: 1930                         |
| Predecesor: Campeonato nacional de Estados Unidos 1928 | Grand Slam 1929           | Sucesor: Torneo de Roland Garros 1929 |

- Datos: Q780910